# Estorninho-de-kosrae
Estorninho-de-kosrae (Aplonis corvina) é uma espécie extinta de ave passeriforme que era endêmica das florestas da ilha Kosrae. Foi descrita cientificamente por Heinrich von Kittlitz em 1833.